# 1525 în literatură
- 1524 în literatură — 1525 în literatură — 1526 în literatură

Anul 1525 în literatură a implicat o serie de evenimente semnificative. 

## Evenimente
- William Tyndale traduce Evangheliile în limba engleză.

## Eseuri
- Albrecht Dürer - Traité des Instructions sur la manière de mesurer
- Balthazar Castiglione - Il Cortegiano.
- Pietro Bembo - Proses sur la langue vulgaire

## Nașteri
- Pey de Garros, poete francez (d. cca. 1583).
- Louise Labé, poetă franceză († 25 aprilie 1566).

## Decese
Format:1525